# Sacramento Kings 1995-1996
La stagione 1995-96 dei Sacramento Kings fu la 47ª nella NBA per la franchigia.
I Sacramento Kings arrivarono quinti nella Pacific Division della Western Conference con un record di 39-43. Nei play-off persero al primo turno con i Seattle SuperSonics (3-1).

## Roster
| N° | Naz.                   | Ruolo | Sportivo             | Anno | Alt. | Peso |
| -- | ---------------------- | ----- | -------------------- | ---- | ---- | ---- |
| 0  | Haiti (bandiera)       | C     | Olden Polynice       | 1964 | 211  | 100  |
| 2  | Stati Uniti (bandiera) | G     | Mitch Richmond       | 1965 | 196  | 98   |
| 4  | Stati Uniti (bandiera) | A     | Corliss Williamson   | 1973 | 201  | 111  |
| 5  | Stati Uniti (bandiera) | G     | Tyus Edney           | 1973 | 178  | 69   |
| 7  | Stati Uniti (bandiera) | G     | Bobby Hurley         | 1971 | 183  | 75   |
| 13 | Lituania (bandiera)    | G     | Šarūnas Marčiulionis | 1964 | 196  | 91   |
| 20 | Stati Uniti (bandiera) | G     | Clint McDaniel       | 1972 | 193  | 82   |
| 22 | Stati Uniti (bandiera) | A     | Lionel Simmons       | 1968 | 201  | 95   |
| 23 | Stati Uniti (bandiera) | GA    | Tyrone Corbin        | 1962 | 198  | 95   |
| 30 | Stati Uniti (bandiera) | GA    | Billy Owens          | 1969 | 203  | 100  |
| 31 | Stati Uniti (bandiera) | C     | Duane Causwell       | 1968 | 213  | 109  |
| 33 | Stati Uniti (bandiera) | A     | Brian Grant          | 1972 | 206  | 115  |
| 34 | Stati Uniti (bandiera) | A     | Michael Smith        | 1972 | 203  | 104  |
| 35 | Stati Uniti (bandiera) | A     | Byron Houston        | 1969 | 196  | 113  |
| 40 | Stati Uniti (bandiera) | GA    | Kevin Gamble         | 1965 | 196  | 95   |
| 42 | Stati Uniti (bandiera) | GA    | Walt Williams        | 1970 | 203  | 99   |

## Staff tecnico
- Allenatore: Garry St. Jean
- Vice-allenatori: Eddie Jordan, Mike Bratz, Wayne Cooper
- Preparatore atletico: Bill Jones
- Assistente preparatore: Pete Youngman